# Tremelo
Tremelo ist eine belgische Gemeinde in der Region Flandern mit 15.417 Einwohnern (Stand 1. Januar 2024).

## Ortslage und Ortsteile
Tremelo liegt an der Mündung der Demer in die Dijle. Löwen liegt 10 km südlich, das Stadtzentrum von Brüssel 28 km südwestlich und Antwerpen 30 km nordwestlich.
Die Gemeinde Tremelo besteht aus dem Hauptort sowie den Ortsteilen Baal und Ninde.

## Geburtsort von Damian de Veuster und Wallfahrtsort
Überregional bekannt ist Tremelo als Heimatort des heiliggesprochenen Picpus-Paters Damian de Veuster. Er wurde am 3. Januar 1840 in Ninde, einem 1975 eingemeindeten Ortsteil von Tremelo, geboren. Schon bald nach seinem Tod 1889 begannen Pilger, seine Lebensstätten aufzusuchen. 
Anlässlich seiner Heiligsprechung am 11. Oktober 2009 wurde ein Volksfest (unter Anwesenheit des belgischen Königspaares und zahlreicher Gästen aus Hawaii) gefeiert und ein Denkmal enthüllt.
Im Geburtshaus von Damian de Veuster befindet sich das Damianmuseum (flämisch: Damiaanmuseum).

## Verkehrsverbindungen
Die nächsten Autobahnabfahrten befinden sich im Osten bei Aarschot und Holsbeek an der A 2 und im Westen bei Weerde und Mechelen an der A1/E19.
U.a. in Haacht, Löwen und Aarschot befinden sich die nächsten Regionalbahnhöfe.
Der Flughafen Antwerpen ist der nächste Regionalflughafen.

## Persönlichkeiten
- Damian de Veuster (1840–1889), Heiliger der katholischen Kirche
- Lode Anthonis (1922–1992), Radrennfahrer
- Dante Rigo (* 1998), Fußballspieler
- Kaï Rillaerts (* 2006), Rennfahrer